# Åke Thomasson
Åke Thomasson, född den 23 december 1863 i Källs-Nöbbelövs församling i Skåne, död den 29 oktober 1929 i Stockholm, var en svensk jurist. Han var gift med Gertrud Augusta Leonia Ekenman (1870–1933) och brorson till Eskilander Thomasson. Han var far till Erik Thomasson.
Thomasson blev student vid Lunds universitet 1882, juris kandidat där 1887, efter domarförordnanden under Hovrätten över Skåne och Blekinge vice häradshövding 1890, assessor i Svea hovrätt 1898, ledamot av Lagbyrån 1901 och av Lagberedningen 1903, revisionssekreterare 1904 samt justitieråd 1907. Samma år förordnades han till ordförande i arbetsavtalskommittén, men 1909 utnämndes han åter till justitieråd. Han tjänstgjorde i Lagrådet 1913–1914. Thomasson var även ombudsman i Vetenskapsakademien 1904–1907.
Makarna Thomasson är begravda på Norra begravningsplatsen utanför Stockholm.

## Utmärkelser
- Kommendör med stora korset av Nordstjärneorden, 6 juni 1916.[4]
- Kommendör av första klassen av Nordstjärneorden, 5 juni 1909.[5]
- Riddare av Nordstjärneorden, 1904.[6]